# زبان اشاره سوئدی
زبان اشاره سوئدی زبان اشاره‌ای است که توسط ناشنوایان و کم شنوایان در سوئد استفاده می‌شود.